# Cascajares de la Sierra
Cascajares de la Sierra település Spanyolországban, Burgos tartományban. Cascajares de la Sierra Barbadillo del Mercado, Contreras, Hortigüela, Villaespasa és Jaramillo Quemado községekkel határos. Lakosainak száma 27 fő (2024).

## Népesség
A település népessége az utóbbi években az alábbiak szerint változott:
| Lakosok száma | 27   | 29   | 32   | 34   | 42   | 40   | 38   | 37   | 32   | 27   |
|               | 2001 | 2004 | 2006 | 2009 | 2011 | 2014 | 2016 | 2019 | 2021 | 2024 |